# Scatopsciara aberrantia
Scatopsciara aberrantia är en tvåvingeart som beskrevs av Werner Mohrig och Boris Mamaev 1983. Scatopsciara aberrantia ingår i släktet Scatopsciara och familjen sorgmyggor. Inga underarter finns listade i Catalogue of Life.